# Hedychium hasseltii
Hedychium hasseltii là một loài thực vật có hoa trong họ Gừng. Loài này được Blume mô tả khoa học đầu tiên năm 1827.